# Сосудорасширяющие средства
Сосудорасширяющие средства (вазодилататоры) предназначены для снижения тонуса гладких мышц стенок кровеносных сосудов, увеличения их просвета и нормализации кровотока. Некоторые группы сосудорасширяющих средств и примеры препаратов: 
- Антагонисты кальция. Мягко расширяют просвет сосудов, не воздействуя на тонус всей сосудистой системы. Примеры: «Адалт», «Коринфар», «Кордипин», «Верапамил», «Диазем»[2].
- Растительные алкалоиды, в составе которых зачастую — барвинок. Разжижают кровь, улучшают мозговое кровообращение. Примеры: «Винпоцетин» и его аналоги[2].
- Препараты из гинкго-билоба. Улучшают тягучесть крови. Примеры: «Билобил», «Гингиум», «Гинкор Форт»[3].
- Миотропные спазмолитики. Расслабляют гладкую мускулатуру сосудов. Примеры: «Но-шпа», «Папаверин»[4].
- Алкалоиды спорыньи. За счёт их альфа-адреноблокирующей способности. Примеры: «Дигидроэрготоксин», «Вазобрал»[4].
- Средства, корректирующие мозговое кровообращение. Примеры: «Кавинтон», «Компламин», «Трентал», «Никотиновая кислота»[4].

- Сосудорасширяющие средства, блокирующие адренорецепторы. Примеры: «Атенолол», «Тимолол», «Пропранолол», «Метопролол»[4].

Сосудорасширяющие средства нужно применять только по назначению врача. У них есть противопоказания, и любое лекарство необходимо принимать с осторожностью.